# Франко-австралійські відносини
Франко-австралійські відносини втілюються через дипломатичні відносини між цими країнами. Крім того, вони мають історичні контакти, спільні демократичні цінності, істотні комерційні зв'язки, а також живий інтерес до культури один одного.
Обидві держави підтримують дипломатичні відносини і мають представництва в країнах один одного. Посольство Франції в Австралії розміщене в Канберрі; посол — Жан-П'єр Тебо. Посольство Австралії у Франції знаходиться в 15 окрузі Парижа. З 2020 року послом є Джилліан Берд.

## Відносини

Щомісячне значення австралійського товарного експорту до Франції (мільйони доларів США) з 1988

Щомісячне значення експорту французьких товарів до Австралії (мільйони доларів США) з 1988

Пам'ять про участь австралійців у Першій та Другій світових війнах на території Франції відіграє важливу роль у двосторонніх відносинах. Понад 45 000 австралійців втратили життя на французькій землі у цих конфліктах. Щороку велика кількість австралійців їдуть на Західний фронт, щоб вшанувати память співвітчизників, які були там вбиті у Першій світовій війні.
Діалог та практична співпраця між Францією та Австралією в останні роки посилюються на багатьох фронтах. Обговорюються ключові питання глобальної безпеки: контроль за обігом зброї, нерозповсюдження та питання роззброєння, а також боротьба з тероризмом. Тихоокеанський регіон, де обидві країни мають прямі інтереси, продовжує залишатися важливою частиною двосторонньої взаємодії.
Істотними є Комерційні зв'язки. Франція стає все більш важливим джерелом прямих інвестицій та технологій, включаючи оборонний сектор, для Австралії. Співпраця у нагляді за цінними рибними ресурсами також є сферою постійної двосторонньої діяльності.
Останніми роками оборонні відносини між Австралією та Францією набувають розширення. 14 грудня 2006 р. Було підписано Угоду про оборонну співпрацю між двома країнами, що забезпечує основу для подальшої співпраці. Австралія та Франція регулярно беруть участь у спільних військових навчаннях, а Франція надала підтримку операцій INTERFET під керівництвом Австралії в Східному Тиморі . Австралійські та французькі сили співпрацювали в Тихому та Південному океанах, у тому числі за надзвичайних ситуацій з ліквідації наслідків катастроф та операцій проти незаконної риболовлі . Австралія та Франція також співпрацюють на різних рівнях в коаліції проти тероризму, в тому числі в якості членів-засновників "Ініціативи безпеки щодо поширення зброї для боротьби з торгівлею зброєю масового знищення. У 2008 році було оголошено, що Франція та Австралія зміцнять свою оборонну співпрацю в тихоокеанському регіоні.
Австралія та Франція мають динамічні стосунки у всіх галузях мистецтва. Багато австралійських художників захоплено працюють у рамках французької культурної традиції, і багато французьких колег прагнуть досліджувати яскраву молоду культуру Австралії. Інституційні зв'язки заохочуються в рамках Угоди Австралії та Франції про культурне та наукове співробітництво 1977 року. Посольство Австралії в Парижі здійснює адміністрування Фонду Австралія — Франція, який сприяє культурному обміну між двома країнами і видає щоквартальний бюлетень «L'Australie en France», що пропагує австралійську діяльність у Франції. Департамент закордонних справ також сприяє розвитку культурних відносин між Австралією та Францією.
Австралія зробила вагомий внесок у Musée du quai Branly — великий міжнародний музей, що присвячений корінним мистецтвам та культурам світу, який відкрився в Парижі в червні 2006 року. Постійна інсталяція творів восьми художників Австралії за замовленням австралійського уряду включена до структури однієї з головних будівель музею.

Короткострокові відвідувачі, які прибувають до Австралії з Франції з 1991 року (щомісяця).

Туристичні зв'язки між двома країнами є вагомими, щорічно Францію відвідують понад 400 000 австралійців. Майже 98 000 туристичних віз було надано громадянам Франції для відвідування Австралії у 2005—2006 роках. З листопада 2003 року між двома країнами діє угода про організацію відпусток, вона сприяє подорожам молодих французів та австралійців у країни один одного. У 2005—2006 роках французьким громадянам було видано 626 австралійських робочих віз, а 483 — австралійцям.
Австралія та Франція мають морські кордони між своїми територіями. Розташування цих кордонів було оформлено через Угоду про делімітацію морських відносин між Австралією та Францією, яка набула чинності 10 січня 1983 року.
У серпні 2009 року Ніколя Саркозі став першим французьким лідером, який відвідав Австралію. Повідомлялося, що «серйозні двосторонні питання» для обговорення Саркозі та Кевіна Радда включали « війну в Афганістані та глобальне потепління».
Франсуа Олланд відвідав Канберру в листопаді 2014 року після саміту G20 у Брисбені. Зустрічаючись з Тоні Абботтом, Олланд зміцнив зв'язки між двома країнами заявивши, що "у нас буде можливість визнати жертв австралійських солдатів, які прийшли врятувати Францію двічі, і ми цього ніколи не забудемо ".
У квітні 2016 року австралійський уряд вирішив придбати звичайний варіант ядерної підводного човна класу Барракуда, розроблений DCNS для заміни дизель-електричних підводних човнів класу Коллінза, які зараз експлуатуються. Дванадцять підводних човнів буде побудовано в Аделаїді компанією ASC Pty Ltd і це буде коштувати понад 50 мільярдів доларів. Адмірал Крістоф Празюк, начальник ВМС Франції, після укладення угоди заявив, що Австралія є «одним із чотирьох основних партнерів ВМС Франції разом із США, Великою Британією та Німеччиною».
Під час візиту до Австралії 2018 року президент Еммануель Макрон заявив про своє бажання створити стратегічний альянс між Францією, Австралією та Індією в індо-тихоокеанському регіоні.

## Французький вплив на Австралію
Одними з найбільш впливових галузей, що здійснили культурний влив Франції на Австралію, є виноградарство (виноробство) та сироваріння.
У галузі живопису австралійський імпресіонізм зазнав незначного впливу французького руху. Більш суттєво австралійські художники 19 століття зазнали впливу французьких пленумів .
Французька музика мала незначний вплив на австралійський музичний стиль, незважаючи на успіх австралійських музикантів Девіда Льюїса (член Паризької комбо) та Тіна Арени у Франції. Так само австралійські режисери не охоплюють французькі кінематографічні стилі.
Французькі романісти мали незначний вплив на Австралію, частково через затримки у перекладі їхніх творів. Рухи аванте-саду, як роман-нуво, ніколи не були популярними в Австралії. Автори 19 століття, такі як Жуль Верн та Віктор Гюго, виявилися більш популярними.
Французькі філософи та психоаналітики, такі як Жак Дерріда, Жиль Дельоз, Фелікс Гваттарі, Жак Лакан та Мішель Фуко мали значний вплив на культурологічні студії австралійських університетів, хоча вони незмінно фільтруються в першу чергу через американські та єврейські академічні впливи.   Найчастіше ці теорії вчених застосовуються так, як цього не було у Франції. Наприклад, теорії Дерріди та Лакана використовуються в літературних відділах австралійських університетів частіше, ніж у фактичних галузях навчання академіків, найчастіше з дуже ексцентричними результатами.  
У політичному плані відносини між Францією та Австралією залишаються міцними протягом 20-го та 21-го століть. Однак громадські настрої набували різного характеру. Наприклад, у 1970-х роках під час французьких ядерних випробувань у Тихому океані на Моруроа відбувся бойкот французьких вин, французьких ресторанів та інших речей пов'язаних із Францією. Існувала також заборона на листування з Францією.
Французька мова як і раніше є однією з найбільш поширених іноземних мов в австралійських середніх школах, хоча, як факультативний курс, дуже мало студентів продовжують вивчати її до кінця. Таким чином, рідко можна зустріти людей, які справді вільно володіють мовою. Telopea Park School — австралійська державна школа, визнана і підтримувана французьким урядом, є унікальним освітнім партнером в Австралії.

## Договори
Значна кількість двосторонніх договорів між Австралією та Францією включає: договори про війну та її наслідки, науку, оборону, оподаткування, торгівлю, екстрадицію та Антарктику. Нещодавнє придбання підводних човнів з Франції також є частиною договору.